# Emilia (telenovela)
Emilia  es una telenovela venezolana realizada por Venevisión, entre 1979 y 1980. Escrita por Delia Fiallo y Ana Mercedes Escámez. Fue producida por Tabaré Pérez y protagonizada por Elluz Peraza y Eduardo Serrano. Cuenta con la actuación antagónica de Helianta Cruz y Hilda Carrero.

## Argumento
Emilia Pardo-Figueroa es una joven modista de clase media que lucha por mantener, a fuerza de trabajo, a su abuela, Doña Leonor vda. de Pardo-Figueroa y a sus hermanos menores Nereida y Vicente ("Chente"). En el vecindario donde vive Emilia también habita un joven humilde llamado "Tano", quien siempre ha estado enamorado de ella, pero solo es visto por Emilia como un gran amigo. 
La familia de Emilia nunca se ha resignado a la pobreza y sueña con recuperar su antigua vida privilegiada pero, a la par de Emilia, sus otros miembros escogen distintas formas de hacerlo: La abuela vive en un mundo de fantasías, Chente se embarca en una carrera criminal y Nereida se hace amante de un hombre mayor que ella al que llaman "Pipo", un millonario casado con Yolanda de Aguirre. 
Por casualidades de la vida el amante de Nereida resulta ser el padre de Alejandro, el novio de Emilia. Alejandro es un joven playboy comprometido con la caprichosa Marcia pero se ha enamorado de la inocencia de la bella Emilia y, pese a las intrigas de Marcia, él quiere casarse con la joven costurera. Desafortunadamente Alejandro se entera de que su padre tiene una amante y toda las evidencias señalan que esa mujer es Emilia. 
A pesar de las protestas de inocencia de Emilia, Alejandro no le cree y rompe su compromiso. Un día se presenta borracho en la casa de Emilia y la hace suya a la fuerza descubriendo que ella es virgen. Sin embargo, la traumatizada y humillada costurera no quiere saber nada más de él. Emilia quedará embarazada y aparecerá en su vida un nuevo pretendiente, el Dr. Maselli, pero ella todavía ama a Alejandro.

## Elenco
- Elluz Peraza ... Emilia Palacios Pardo-Figueroa
- Eduardo Serrano ... Alejandro Aguirre
- Hilda Carrero ... Nereida Palacios Pardo-Figueroa
- Reneé de Pallás ... Doña Leonor vda. de Pardo-Figueroa
- Tony Rodríguez ... Vicente "Chente" Palacios Pardo-Figueroa
- Eva Blanco ... Yolanda de Aguirre
- Alberto Marín ... Francisco "Pipo" Aguirre
- Manuel Poblete
- Chela D'Gar... Tía de Marcia y Ruben
- Mario Brito... Angelito
- Martha Carbillo
- Olga Castillo ... Generosa
- Luis Colmenares ... "Mentepollo"
- Helianta Cruz ... Marcia Colmenares
- Elisa Escámez   ... " La Guariqueña"
- Elba Escobar ... Elba
- Manuel Escolano ... Ruben
- Fernando Flores ... Fernando Esteban Briceño
- Félix Loreto ... "Miguelón"
- Yolanda Méndez ... Hortensia de Briceño
- Flor Núñez ... Leticia
- Miriam Ochoa ... Laurita Briceño
- Carmencita Padrón ... Nina
- Marcelo Romo ... Dr. Esteban Maselli
- Betty Ruth ... Inés
- Franklin Virgüez ... "Tano"
- Carlos Varela ... Carlos
- Carlos Subero .... Ramon
- Jorge Nicolini
- Angie ... Tatiana "Tati"
- Juan Frankis ..... Rudencio
- Raúl Xiques
- Margot Pareja... Estelita

## Versiones
- Rosario, telenovela realizada en 1968 por Venevisión, protagonizada por Marina Baura y José Bardina.
- Tu mundo y el mío, telenovela realizada en 1987 por Crustel S.A., producida por Roberto Denis y protagonizada por Nohely Arteaga y Daniel Guerrero.
- Fabiola, telenovela realizada en 1989 por Venevisión, producida por Valentina Párraga y protagonizada por Alba Roversi y Guillermo Dávila.
- Paloma, telenovela colombiana producida por Jorge Barón Televisión en 1994 y protagonizada por Nelly Moreno y Edmundo Troya.
- María Emilia, querida, telenovela realizada en 1999 por América TV, producida por Malú Crousillat y protagonizada por Coraima Torres y Juan Soler.